# Thớt

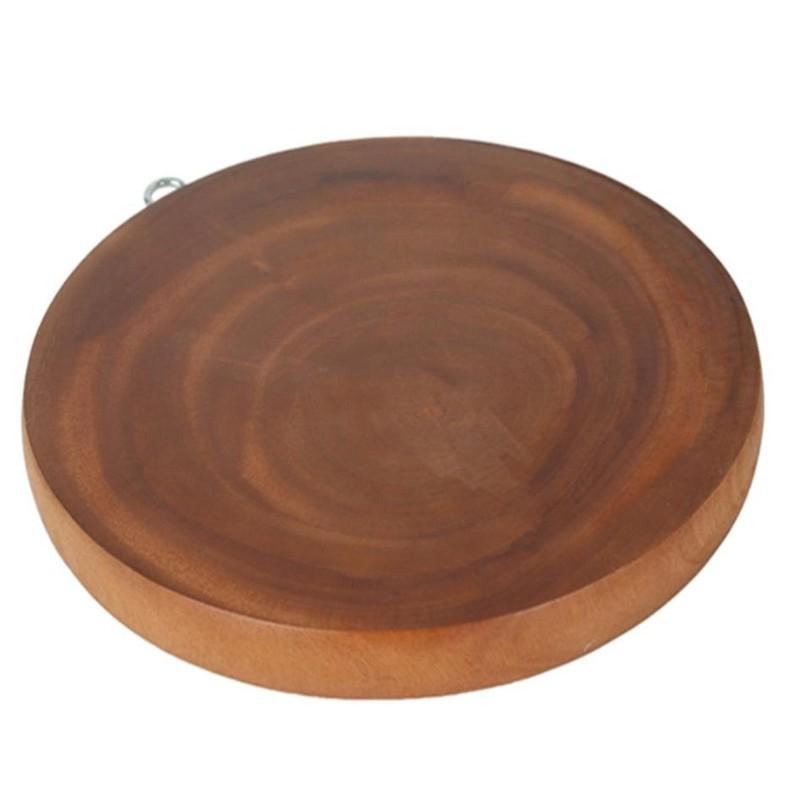
Một cái thớt tròn kiểu Việt Nam

Thớt là một loại vật dụng phổ biến trong nhà bếp có tác dụng kê ở dưới thực phẩm cần chặt hoặc thái nhỏ giúp việc chặt, thái thuận lợi hơn và đồng thời giữ thực phẩm không bị bẩn khi đặt trên mặt thớt.

## Các dạng thớt
Thớt chủ yếu được làm từ gỗ (thân cây) và ngày nay còn được sử dụng vật liệu như tre, gỗ ép, nhựa, thủy tinh, inox. Trong khi thớt nhựa tiện dụng và nhẹ thì thớt gỗ lại an toàn cho sức khỏe hơn. Thớt thường được sử dụng kèm với các loại dao bếp như dao phay, dao chặt.
Có thể phân biệt thớt dùng để thái hay thớt dùng cho băm chặt tùy theo độ dày mỏng chịu lực của thớt; thớt làm nhà hàng thường to và nặng trong khi thớt dùng gia đình thì nhỏ gọn hơn.
Về hình dạng, phổ biến là dạng thớt tròn, thớt chữ nhật, thớt vuông và hiếm hơn là thớt bầu dục, hoặc không có hình thù cố định vì nương theo hình dạng miếng gỗ.

## Thớt trong ca dao tục ngữ
Trong tục ngữ Việt Nam có câu "Giận cá chém thớt" hay câu chủi "mặt dày như mặt thớt", hay "đồ cái mặt thớt" (tương tự như cái mặt mẹt).
Để đánh giá tầm quan trọng của thớt trong sơ chế nguyên liệu thực phẩm, có câu dao sắc không bằng chắc kê (chiếc thớt vững chãi chắc chắn còn quan trọng hơn một con dao sắc).